# The Express
The Express è un film del 2008 diretto da Gary Fleder.
Sulla base della biografia Ernie Davis: The Elmira Express di Robert Gallagher, il film racconta la storia vera di Ernie Davis, primo afroamericano a vincere l'Heisman Trophy, il massimo riconoscimento del football universitario statunitense, morto di leucemia a soli 23 anni, quando aveva appena intrapreso la carriera professionistica.

## Trama
Ernie Davis scopre giovanissimo di essere molto dotato nella corsa. Orfano di padre, la sua vita cambia radicalmente quando la madre decide di risposarsi e quindi trasferirsi dalla Pennsylvania ad Elmira nello stato di New York. Nella nuova cittadina, lontano dagli affetti della sua infanzia, trova però l'ambiente giusto per crescere come atleta. Alle superiori si rivela presto un fenomeno nel football americano, tanto che le migliori università dell'est degli Stati Uniti se lo contendono per averlo nelle loro file.
L'Università di Syracuse ha un'arma in più da giocarsi: Jim Brown, stella di colore che dopo quattro anni di successi (ma gli è mancato il titolo nazionale e il premio come miglior giocatore dell'anno) diventa professionista per i Cleveland Browns. L'allenatore Schwarzwalder vuole il migliore e crede che Davis possa convincersi vedendo in Brown l'esempio di un giovane di colore che ce l'ha fatta. Ed in effetti Davis accetta l'offerta ed entra all'università di Syracuse. Qui la vita per i ragazzi di colore, pochissimi e tutti atleti, non è facile, ma sul campo Davis si fa valere, e a lui tanto basta, perché è lì che sa che può e vuole emergere. Quando poi si confronta con le realtà del sud, Ernie, che sa di essere cresciuto in contesto razzista e opprimente, capisce quanto altre realtà siano persino più dure ma, pur dopo essere diventato famoso, preferisce lottare per i suoi diritti all'interno dello spogliatoio piuttosto che esporsi in pubblico.
Dopo un'annata trionfale, i ragazzi di Syracuse affrontano a Dallas i campioni del sud-ovest per il Cotton-Bowl, una sorta di titolo nazionale per formazioni universitarie. L'ambiente è più che ostile verso i "negri" e gli "amici dei negri", ma allo stadio, nelle ultime file, di persone di colore ce ne sono tante, e Ernie Davis sa che una sua vittoria può significare un piccolo riscatto anche per loro. Così, nonostante un infortunio, moltiplica le forze e trascina alla storica vittoria la sua squadra. Alla sera i campioni sono invitati a festeggiare in un club della città, ma viene specificato loro che lì non sono ammesse persone di colore. Per solidarietà con i tre afroamericani, nessuno va in quel club, preferendo festeggiare in un modesto locale vicino all'albergo. Per Ernie è una seconda grande vittoria.
Ernie Davis è ormai una leggenda. Ora a contenderselo sono le squadre professionistiche. Lui preferisce andare ai Cleveland Browns per ritrovare il suo mito Jim Brown ed in effetti così andranno le cose. Intanto viene designato nella terna dei finalisti del prestigioso Heisman Trophy per il miglior giocatore universitario dell'anno. A New York è proprio lui a ricevere il premio, risultando il primo giocatore di colore a ricevere quello che sembrava un premio per soli bianchi. A complimentarsi con lui anche il presidente John F. Kennedy.
Alle visite mediche con la sua nuova squadra qualcosa non va. Ernie comincia gli allenamenti ma dopo pochi giorni viene fermato per accertamenti medici. Gli viene diagnosticata la leucemia e così la sua vita e la sua carriera lanciatissima cambiano improvvisamente prospettiva. La sua carriera professionistica si limiterà ad una passerella sotto i riflettori e tra gli applausi del pubblico di Cleveland nella prima partita stagionale dei Browns. Un altro giovane liceale si sta facendo strada, pronto a seguire le sue orme, ed Ernie lo indirizza da Schwarzwalder come Brown fece con lui. L'esperto allenatore che lo ha visto crescere, di una sola cosa è certo: non ci sarà mai più un altro come Ernie Davis.

## Distribuzione
Il film è stato distribuito nelle sale cinematografiche statunitensi il 10 ottobre 2008 in oltre 2 800 copie. A fronte di un budget di quaranta milioni di dollari, ne ha incassati circa dieci.

## Critica
Il film ha ottenuto un rating del 62% su Rotten Tomatoes (68 recensioni positive su 110) e di 58/100 su Metacritic (basato su 27 recensioni).